# Hergenrath
Hergenrath of Hergenraedt (Nederlands: Hergenraat) is een deelgemeente van de Belgische Duitstalige gemeente Kelmis in de provincie Luik. De plaats maakte deel uit van het oorspronkelijke gebied van het hertogdom Limburg. Hergenrath wordt wel gerekend als deel uitmakend van de Platdietse streek.

## Naam
Hergenrath werd voor het eerst schriftelijk vermeld in een document van 1280, als Heyenroth.
Het achtervoegsel "raedt" in de plaatsnaam is een spellingsvariant op het Middelnederlandse woord rode of rade (vergelijk Kerkrade). Het verwijst naar gerooid land, land dat door het rooien van bomen geschikt is gemaakt voor bebouwing. Hergenraedt is de oorspronkelijk naam van deze plaats en deze naam is in de periode dat de plaats tijdelijk was afgestaan aan het Duitse Keizerrijk door de Duitse overheid verduitst naar Hergenrath. Hergen verwijst naar Herchen, wat in het Duits heertjes betekent. De lokale bevolking gebruikt echter nog steeds deze lokale Platdietse naam.

## Geschiedenis
Tot de opheffing van het hertogdom Limburg hoorde Hergenrath tot de Limburgse hoogbank Walhorn. Net als de rest van het hertogdom werd Hergenrath bij de annexatie van de Zuidelijke Nederlanden door de Franse Republiek in 1795 opgenomen in het toen gevormde departement Ourthe. In 1815 kwam het aan Pruisen, later Duitsland, en in 1920 werd het Belgisch.

## Demografische ontwikkeling
- Bronnen:NIS, Opm:1930 tot en met 1970=volkstellingen, 1976 inwoneraantal op 31 december

## Verkeer
De plaats is per trein bereikbaar via het station Hergenrath en is bekend van de Hammerbrug, een spoorbrug over de Geul.

## Bezienswaardigheden
- Sint-Martinuskerk
- Kasteel Eyneburg

## Natuur en landschap
Hergenrath ligt op een hoogte van ongeveer 220 meter in het dal van de Geul. In de omgeving zijn een aantal bossen, zoals het Gippenhagerbusch en uitlopers van het Aachener Wald.

## Taal
Naast het in het onderwijs en door de plaatselijke overheid gebruikte Duits spreekt de plaatselijke bevolking het regionale dialect Platdiets, een Limburgs dialect.

## Nabijgelegen kernen
Kelmis, Neu-Moresnet, Lontzen, Astenet, Hauset

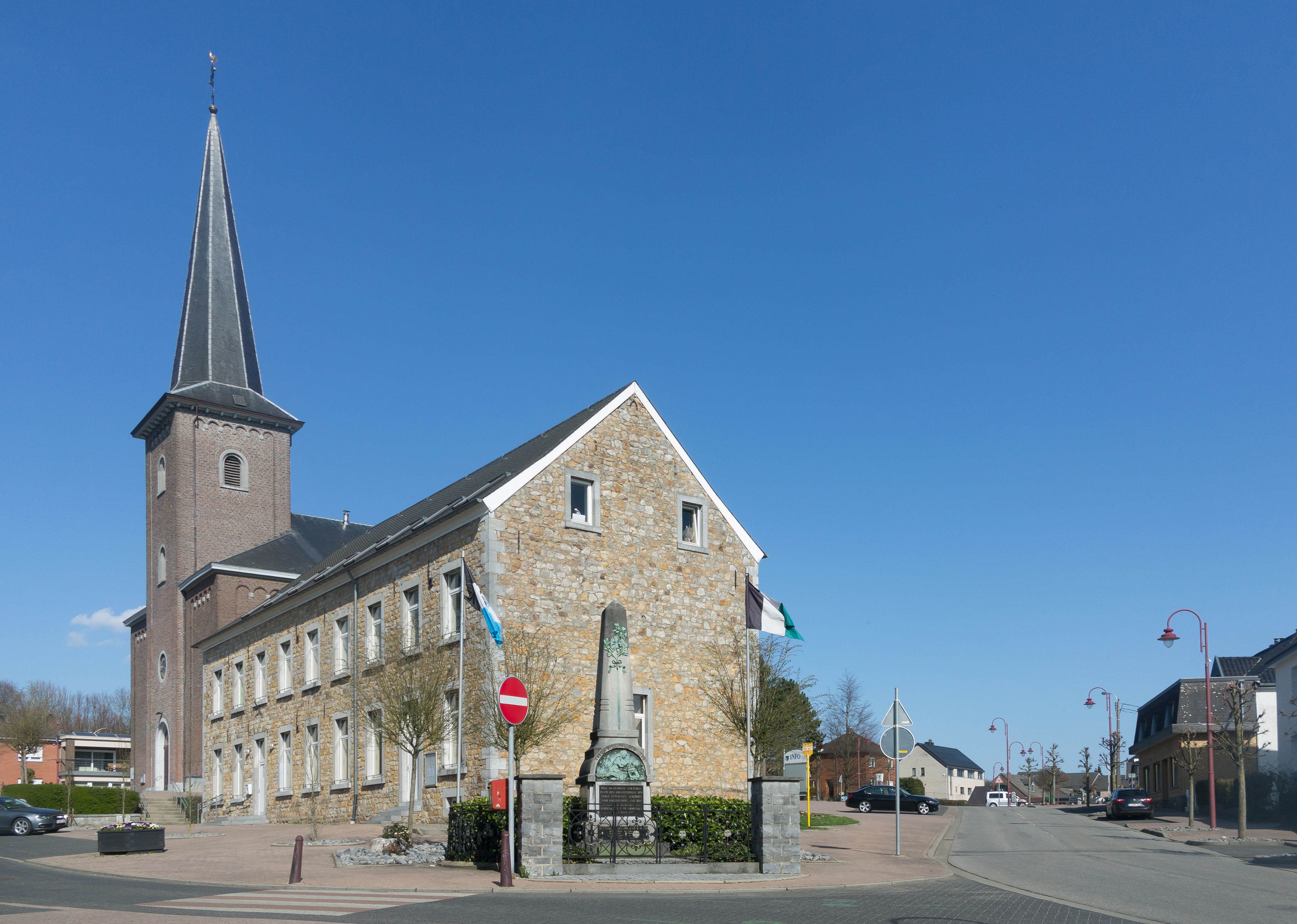
Sint-Martinuskerk

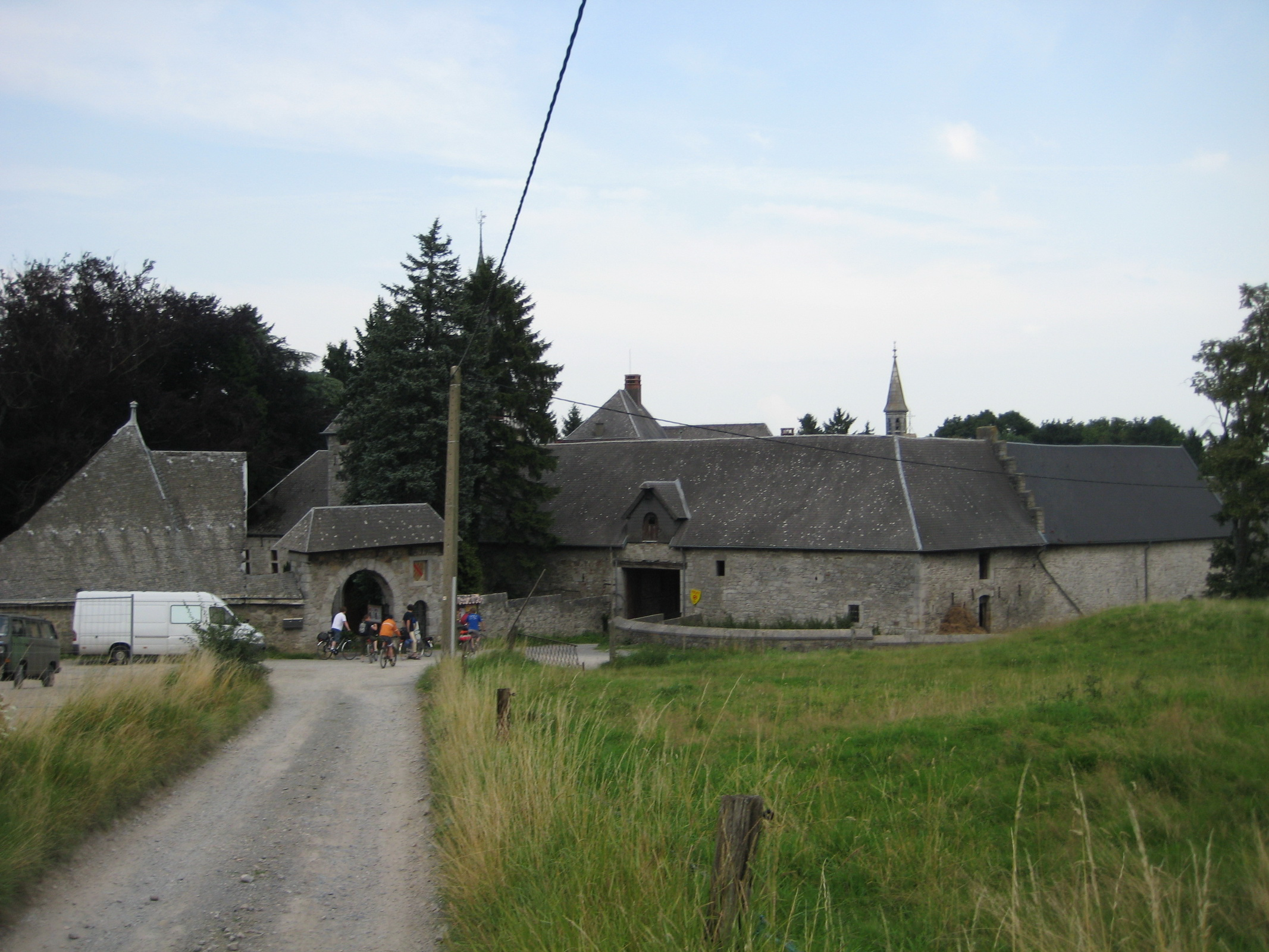
Kasteel Eyneburg

Hergenrath · Kelmis · Neu-Moresnet

Belgische gemeenten · Duitstalige Gemeenschap · Arrondissement Verviers · Luik · Wallonië